# Про нову зорю (Кеплер)
Про нову зорю в нозі Змієносця (лат. De Stella Nova in Pede Serpentarii) — книга Йоганна Кеплера, написана між 1605 і 1606 роками, видана у Празі в 1606 році та присвячена надновій зорі 1604 року у сузір'ї Змієносця, яка завдяки цій книзі тепер відома як Наднова Кеплера.

## Контекст
У сучасній науковій літературі цю зорю позначають SN 1604 — скорочення від supernova (наднова) й рік спостереження. В той час такі невидимі раніше зорі називали просто «новими» — термін «наднова» з'явився пізніше для позначення таких найяскравіших вибухів зір. 
Зорю було видно майже рік, від жовтня 1604 по жовтень 1605. Умови спостережень були хороші, особливо на момент її появи. У цей час біля місця появи наднової відбулось з'єднання Юпітера й Марса, тому багато астрономів дивилися в цьому напрямку. У результаті було багато свідків її появи, але саме спостереження Кеплера були особливо ретельними. Акуратність, яку він проявив не лише у записі власних спостережень, але й у компіляції спостережень інших астрономів, зробила «Про нову зорю» дуже важливим трактатом як про саму наднову, так і загалом про астрономію початку XVII століття.

## Розташування

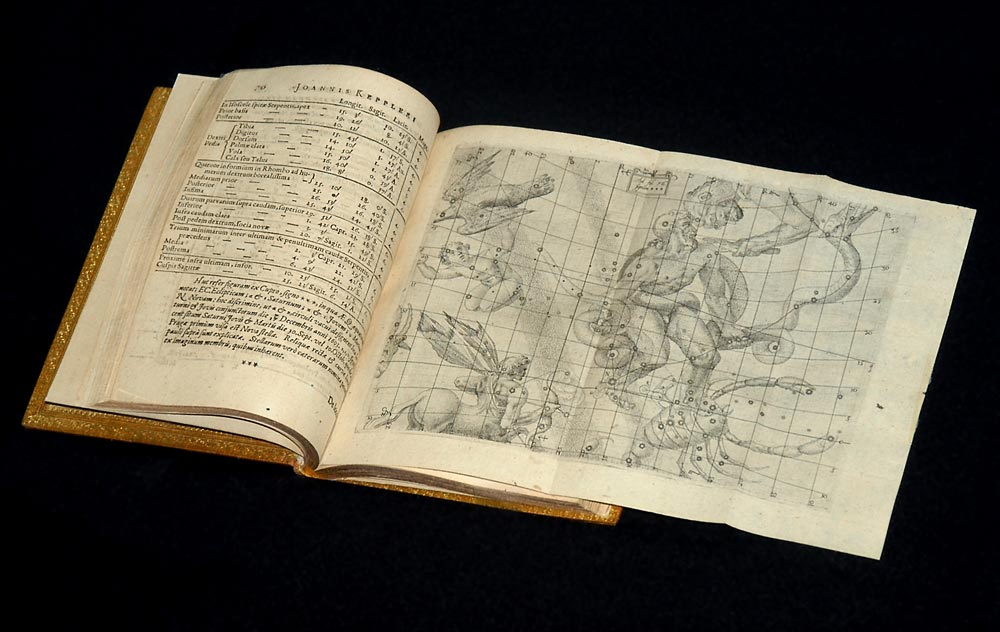
Карта з розташуванням нової зорі у трактаті Кеплера

Як тільки з'явилася «нова зоря», Кеплер почав записувати свої спостереження, вимірюючи її кутову відстань до відомих зір, таких як σ Стрільця, η Змієносця, α Змієносця, ζ Змієносця, α Орла та α Скорпіона. З похибкою менше однієї кутової мінути, вражаючою для спостережень неозброєним оком, він встановив, що вона не має помітного руху. Кеплер також відзначає вимірювання, зроблені Девідом Фабріцієм в Остелі, які погоджуються з його власними. Позиційні спостереження зорі були настільки точними, що в 1943 році дозволили Вальтеру Бааде визначити місцезнаходження залишку наднової, SNR G4.5+6.8.
Вимірювання позиції зорі також переконали Кеплера, що «нова зоря» не демонструє паралаксу. Таким чином, як і з надновою SN 1572, яку за 32 роки до того спостерігав Тихо Браге, була доведена хибність доктрини Арістотеля про незмінність далеких зір.

## Крива блиску
Кеплер також провів вимірювання яскравості зорі, порівнюючи її з Юпітером, Венерою, Марсом і кількома сусідніми зорями. Вони були достатньо точними та тривали цілий рік, що дозволило реконструювати криву блиску наднової.